# 코투
코투(타밀어: கொத்து, 싱할라어: කොත්තු) 또는 코투 로티(타밀어: கொத்து ரொட்டி, 싱할라어: කොත්තු රොටී), 코투 파로타(타밀어: கொத்து பரோட்டா)는 스리랑카의 빵 요리이다. 스리랑카식 납작빵인 고담바 로티(비추 파로타)를 달걀, 채소 등과 함께 볶아 만든 요리로, 동부주 바티칼로아구의 카탕쿠디에서 만들어진 길거리 음식이다. 스리랑카의 국민 음식 가운데 하나이기도 하다. 타밀나두 등 남인도에서도 즐겨 먹는다.

## 이름
타밀어 "코투(கொத்து)"는 원래 "썰다, 토막내다"라는 뜻의 동사이다. 싱할라어 "코투(කොත්තු)"는 타밀어에서 빌려온 말이다.

## 만들기
기름 두른 철판이나 팬에 커리나무 잎, 마늘, 생강 등 향신채를 볶다가 달걀, 잘게 썬 고담바 로티, 양파, 당근, 양배추, 고추 등 채소, 고기, 커리, 향신료 등을 넣고 볶아 낸다. 길거리 음식으로 파는 경우에는 긁개로 잘게 부숴가며 볶는다.

## 사진

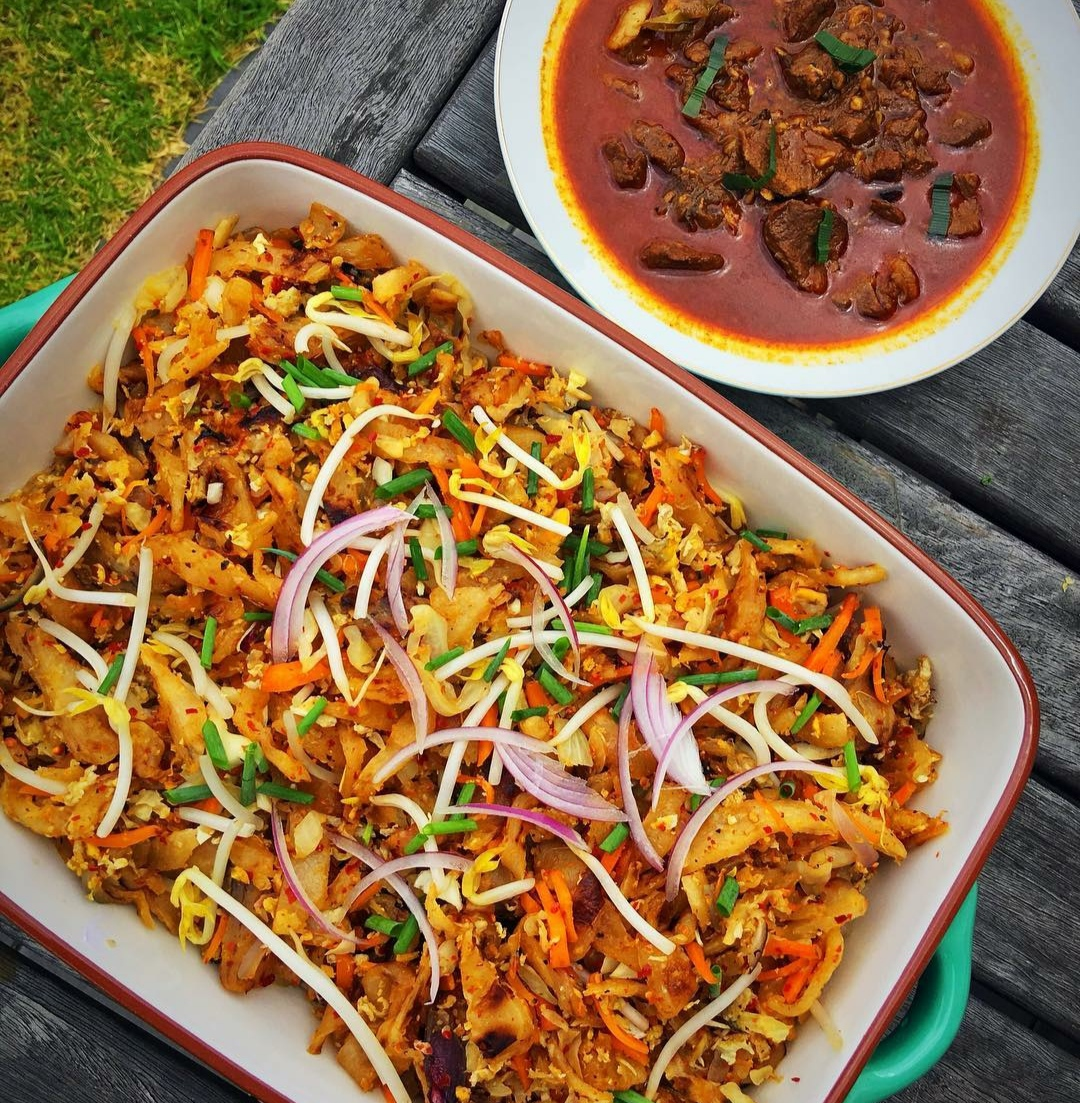
코투 로티
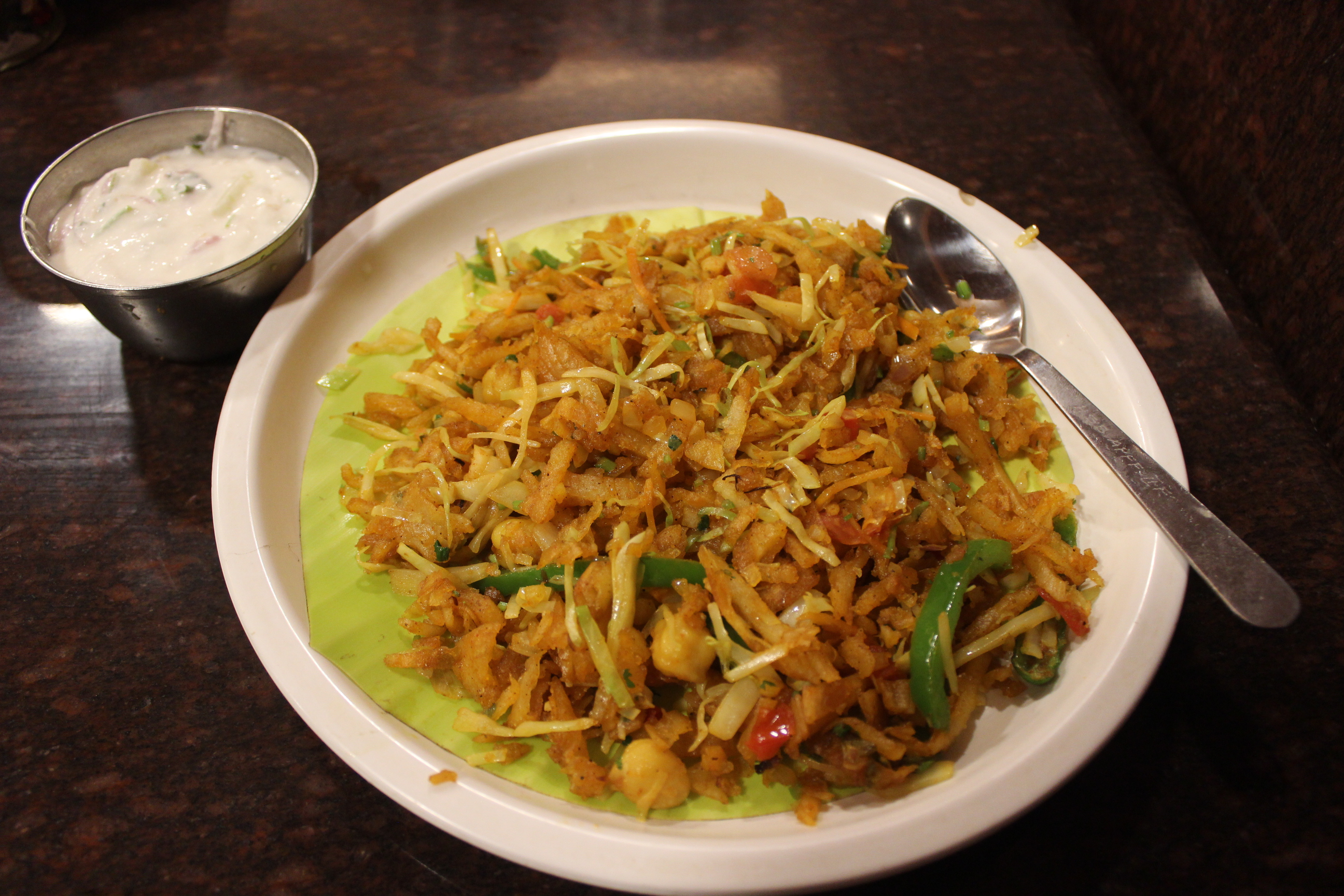
코투 파로타